# Trường Đại học Nha Trang
Trường Đại học Nha Trang (tiếng Anh: Nha Trang University – NTU) là cơ sở giáo dục đại học công lập trực thuộc Bộ Giáo dục và Đào tạo, là một trong ba trường đại học đa ngành đứng đầu về đào tạo tại miền Trung Việt Nam. Tháng 7 năm 2023, Nhà trường đã được Trung tâm Kiểm định Chất lượng giáo dục – Đại học Quốc gia Thành phố Hồ Chí Minh kiểm định và được cấp Giấy chứng nhận kiểm định chất lượng cơ sở giáo dục.

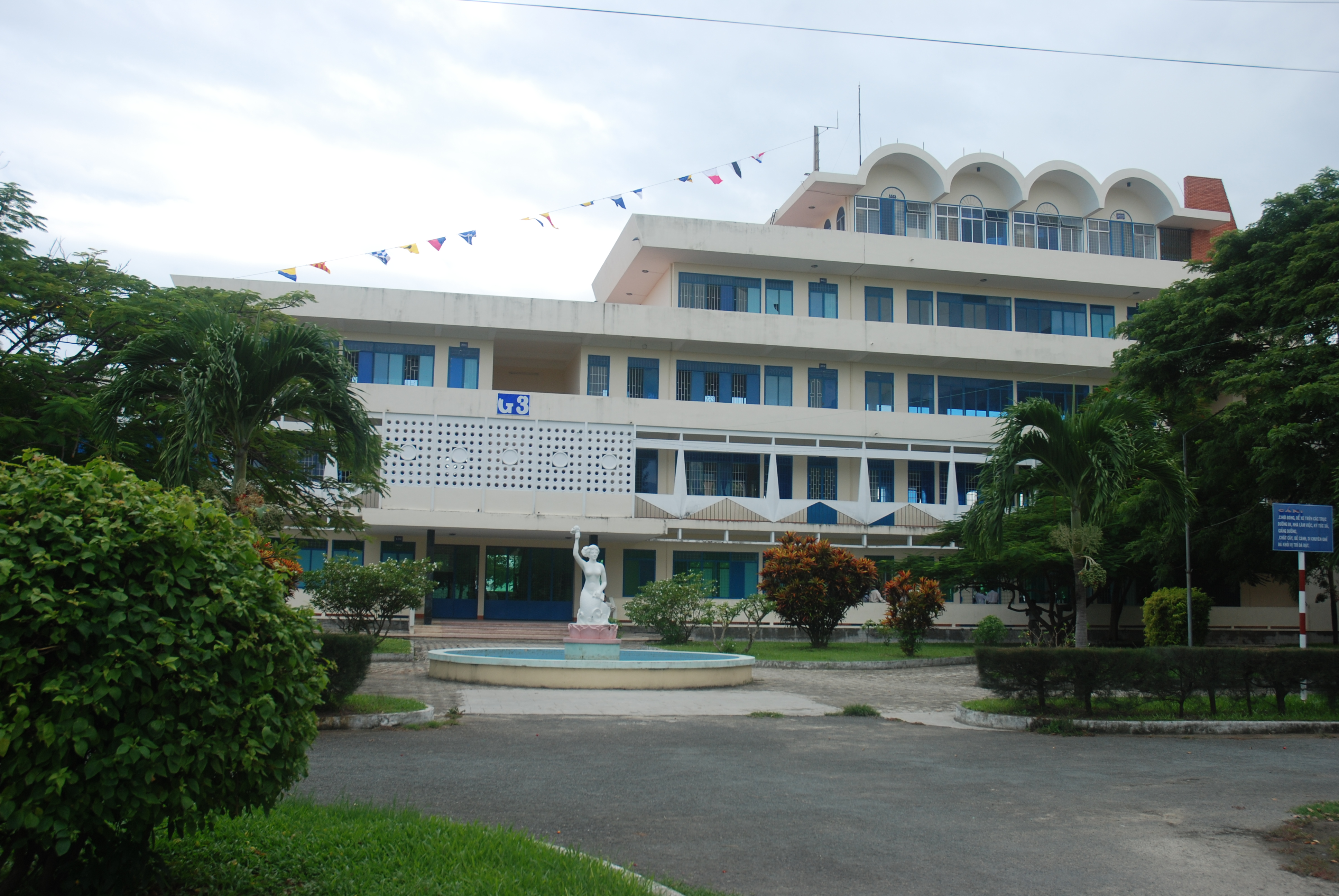
Một góc khuôn viên Đại học Nha Trang

Trường Đại học Nha Trang là trường đa ngành, đa lĩnh vực, có sứ mệnh nghiên cứu khoa học, đào tạo nhân lực trình độ cao và chuyển giao tri thức đa lĩnh vực, chú trọng phát huy thế mạnh lĩnh vực khoa học – công nghệ biển và thủy sản, đáp ứng yêu cầu phát triển kinh tế – xã hội.

## Lịch sử
Tiền thân của Trường Đại học Nha Trang là Khoa Thủy sản, được thành lập vào ngày 1 tháng 8 năm 1959 tại Học viện Nông lâm Hà Nội (nay là Học viện Nông nghiệp Việt Nam).
Ngày 16 tháng 8 năm 1966, theo Quyết định số 155/CP của Thủ tướng Chính phủ, Khoa Thủy sản được tách thành Trường Thủy sản (thuộc quyền quản lý của Tổng cục Thủy sản).
Ngày 4 tháng 10 năm 1976, trường chuyển trụ sở từ Hải Phòng vào Nha Trang và được đổi tên Trường Đại học Hải sản (thuộc Bộ Hải sản).
Tháng 8 năm 1981, trường được đổi tên thành Trường Đại học Thủy sản (thuộc Bộ Thủy sản).
Ngày 25 tháng 7 năm 2006, theo Quyết định số 172/2006/QĐ-TTg của Thủ tướng Chính phủ, trường chính thức đổi tên thành Trường Đại học Nha Trang.

## Chất lượng đào tạo

### Kiểm định chất lượng đào tạo
Trường đã được hệ thống Đại học Quốc gia kiểm định và chứng nhận trường đạt tiêu chuẩn chất lượng giáo dục vào ngày 31 tháng 1 năm 2018.

### Bảng xếp hạng
Theo bảng xếp hạng uniRank năm 2018, Trường Đại học Nha Trang đứng thứ 3 tại vùng Duyên hải Nam Trung Bộ đứng thứ 8 tại miền Trung và đứng thứ 37 tại Việt Nam.
Còn theo bảng xếp hạng Webometrics năm 2018, Trường Đại học Nha Trang là trường đứng thứ 2 tại vùng Duyên hải Nam Trung Bộ, đứng thứ 21 Việt Nam.

### Kiểm định chất lượng
Trường hiện đang trong quá trình hoàn thiện chương trình kiểm định AUN-QA và PDCA của tổ chức ASEAN University Network. Sau khi đạt chuẩn kiểm định, bằng cấp của trường sẽ có giá trị quốc tế.

## Cơ cấu tổ chức

### Đảng ủy
| TT | Chức vụ               | Trình độ              | Họ và tên         |
| -- | --------------------- | --------------------- | ----------------- |
| 1  | Bí thư Đảng ủy        | Tiến sĩ               | Khổng Trung Thắng |
| 2  | Phó Bí thư Đảng ủy    | Giáo sư – Tiến sĩ     | Trang Sĩ Trung    |
| 3  | Ủy viên Ban thường vụ | Tiến sĩ               | Quách Hoài Nam    |
| 4  | Ủy viên Ban thường vụ | Phó Giáo sư – Tiến sĩ | Phạm Quốc Hùng    |
| 5  | Ủy viên Ban thường vụ | Tiến sĩ               | Mai Thị Tuyết Nga |

### Hội đồng trường
| TT | Chức vụ                    | Trình độ              | Họ và tên         |
| -- | -------------------------- | --------------------- | ----------------- |
| 1  | Chủ tịch Hội đồng trường   | Tiến sĩ               | Khổng Trung Thắng |
| 2  | Thành viên Hội đồng trường | Giáo sư – Tiến sĩ     | Trang Sĩ Trung    |
| 3  | Thành viên Hội đồng trường | Phó Giáo sư – Tiến sĩ | Lê Chí Công       |
| 4  | Thành viên Hội đồng trường | Tiến sĩ               | Huỳnh Văn Vũ      |
| 5  | Thư ký Hội đồng trường     | Tiến sĩ               | Phạm Hồng Mạnh    |

### Ban giám hiệu
| TT | Chức vụ         | Trình độ              | Họ và tên      |
| -- | --------------- | --------------------- | -------------- |
| 1  | Hiệu trưởng     | Giáo sư – Tiến sĩ     | Trang Sĩ Trung |
| 2  | Phó Hiệu trưởng | Phó Giáo sư – Tiến sĩ | Phạm Quốc Hùng |
| 3  | Phó Hiệu trưởng | Tiến sĩ               | Trần Doãn Hùng |
| 4  | Phó Hiệu trưởng | Tiến sĩ               | Quách Hoài Nam |

## Tôn vinh

### Trao cho tập thể Nhà trường
- Ngày 16/8/1981: Kỷ niệm 15 năm thành lập (1966 - 1981), đón nhận Huân chương Lao động hạng Ba.
- Tháng 9/1986: Kỷ niệm 20 năm thành lập (1966 - 1986), đón nhận Huân chương Lao động hạng Nhì.
- Ngày 30/11/1989: Lễ kỷ niệm 30 năm truyền thống và đón nhận Huân chương Lao động Hạng Nhất.
- Ngày 02/10/1999: Kỷ niệm 40 năm truyền thống và đón nhận Huân chương Độc lập Hạng Nhì.
- Ngày 02/10/2004: Kỷ niệm 45 năm truyền thống và đón nhận Huân chương Độc lập hạng Nhất.
- Ngày 02/10/2006: Đón nhận danh hiệu Anh hùng Lao động.

### Trao cho các đơn vị và cá nhân
- Huân chương lao động hạng 3 cho Bộ môn nuôi cá nước ngọt (năm 1989), Khoa nuôi trồng thủy sản (năm 1989), Bộ môn công nghệ chế biến (năm 1998), Công đoàn trường (năm 1999), Khoa chế biến (năm 2001), Khoa khai thác (năm 2002).
- Huân chương Lao động hạng 3 cho 15 cá nhân (tính đến năm 2006), 1 huân chương lao động hạng nhì (Nguyễn Trọng Cẩn 2004) và danh hiệu Anh hùng lao động (Trần Thị Luyến 2006).